# جرذ القمر
جرذ القمر (الاسم العلمي: Echinosorex gymnura)، هو نوع من الثدييات في جنوب شرق آسيا من فصيلة القنفذيات. وهو النوع الوحيد في جنس زبابة شوكية (Echinosorex). إن جرذ القمر هو حيوان صغير إلى حد ما، لاحم، على الرغم من اسمه، لا تربطه أي علاقة بالجرذان أو القوارض الأخرى. يسمى علميًا أحيانًا Echinosorex gymnurus، لكن هذه تسميه غير صحيحة.